# Fekete-erdő torta

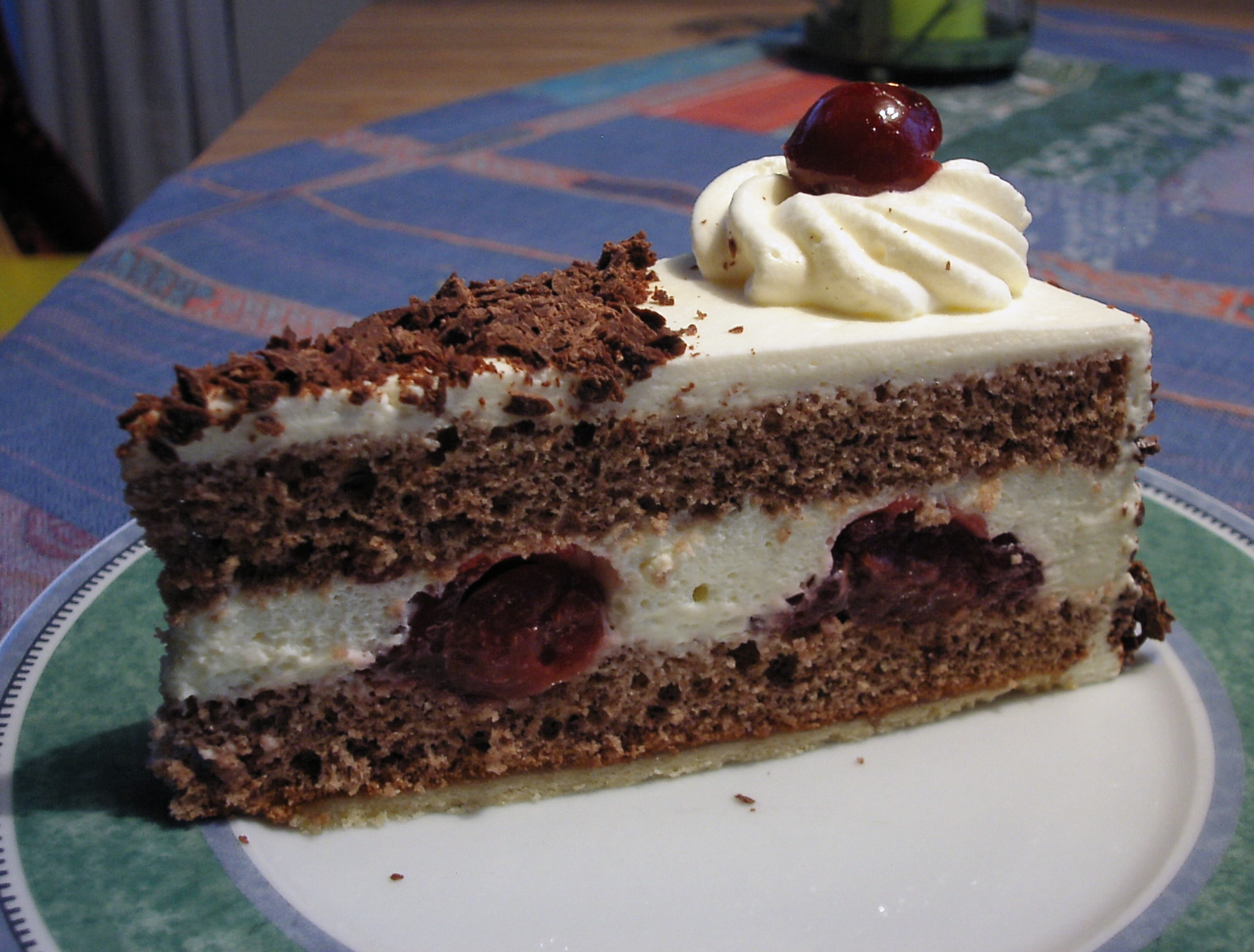
Egy szelet Fekete-erdő torta

A Fekete-erdő torta (németül: Schwarzwälder Kirschtorte) tejszínes tortafajta, amely az 1930-as évektől kezdve terjedt el, elsősorban Németországban. A legfontosabb alkotóelemei: a tortaalap, csokoládés keksz, cseresznyepálinkával ízesített tejszín vagy vajas krém, díszítésül cseresznye, illetve meggy és reszelt csokoládé. A pontos eredete tisztázatlan, és nem feltétlenül a Fekete-erdőben keresendő.

## Elnevezése
A név eredetét illetően három elmélet is van: az egyik szerint tortát díszítő fekete csokoládéreszelék a Fekete-erdőre emlékeztet. A másik azt állítja, hogy a torta a cseresznyepálinkáról kapta a nevét, mivel az a Fekete-erdő környékéről származik. A harmadik lehetőség az, hogy létezett egy régebbi tortafajta, amelyet szintén Fekete-erdőnek neveztek. 
Az mindenesetre biztosnak tűnik, hogy a Fekete-erdő torta a mai formájában nem a Fekete-erdőből származik.
Az is lehetséges, hogy a torta neve a Fekete-erdőben hagyományos női viseletet idézi: a ruha fekete, mint a csokoládéreszelék, a blúz fehér, mint a tejszín és a kalap fehér alapon piros díszítésű, amely a cseresznyére utal.

## Története
Lehetséges, hogy a cseresznye, tejszín és cseresznyepálinka kombinációja már régóta ismert volt a Fekete-erdőben, de nem tortaként, hanem desszertként: a cseresznyebefőttet tejszínnel tálalták, esetleg cseresznyepálinkával ízesítették. A tortának egy korai változata feltehetően Svájcból származik: ott keksz, cseresznye és dió felhasználásával készült, gyakran tejszínnel, de semmiképpen sem cseresznyepálinkával. 
Josef Keller cukrász azt állítja, hogy ő találta fel a tortát 1915-ben, a Bad Godesberg-i Prominentencafé Agnerben. Ezt azonban nem sikerült minden kétséget kizáróan bizonyítania; úgy tűnik, hogy ez csak egy előd lehetett. 
A torta neve először 1934-ben bukkant fel írásban: (J.M. Erich Weber: 250 Konditorei – Spezialitäten und wie sie entstehen, Drezda, 1934). Ebben az időben a torta már ismert volt Berlinben, és a német, osztrák és svájci nagyvárosok jobb cukrászdáiban. 1949-ben a legismertebb német torták sorában a 13. helyet foglalta el. Ettől fogva az ismertsége rohamosan nőtt. Ma a németek körében ez a legismertebb és legkedveltebb torta, de gyakorlatilag az egész világon ismerik. A németországi névhasználatot államilag szabályozzák.

## Fordítás
- Ez a szócikk részben vagy egészben  a   Schwarzwälder Kirschtorte című német Wikipédia-szócikk ezen változatának fordításán alapul.  Az eredeti cikk szerkesztőit annak laptörténete sorolja fel. Ez a jelzés csupán a megfogalmazás eredetét és a szerzői jogokat jelzi, nem szolgál a cikkben szereplő információk forrásmegjelöléseként.